# Rethen (Leine)

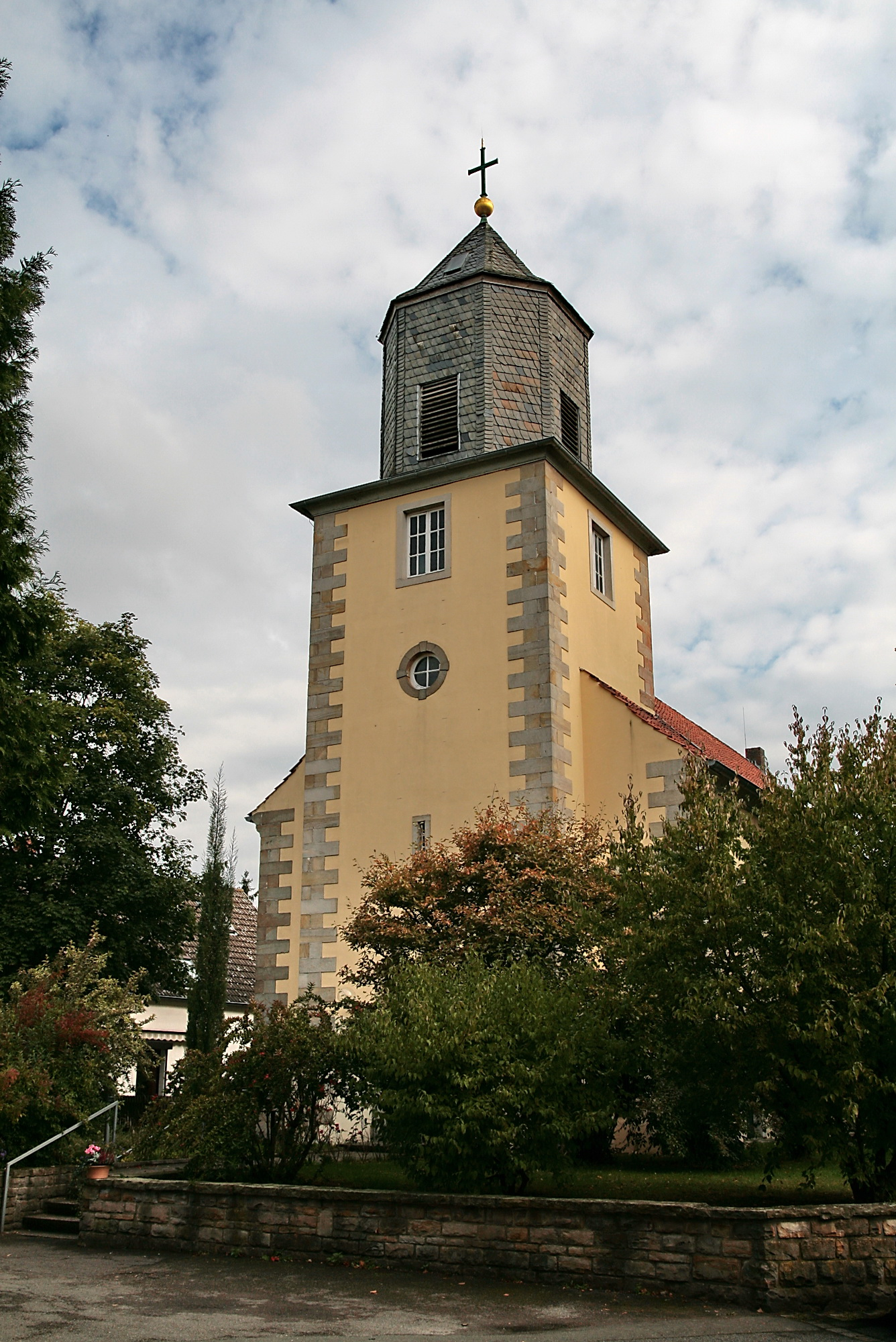
St.-Petri-Kirche

Rethen (Leine) ist ein Ortsteil der Stadt Laatzen in der niedersächsischen Region Hannover.

## Geschichte
Der Name leitet sich wahrscheinlich aus dem Mittelniederdeutschen her und bedeutet „Haus am Schilf (Reet)“ bzw. „Schilfheim“ („Ret“ = Schilf; „Hen“ = Heim).
Erste urkundliche Erwähnung findet Rethen erstmals durch den Hochstift Hildesheim am 1. November 1022. Die erste Kapelle des Bistums Hildesheim ist für 1448 belegt.
Im Jahre 1523 fiel Rethen mit dem Amt Koldingen an das Herzogtum Calenberg. 1592 wurde in Rethen eine Schule eingerichtet. Der Bau der Bahnlinie Hannover–Kassel (Inbetriebnahme 1853) brachte einen deutlichen Aufschwung, der sich ab dem 22. März 1899 durch die Aufnahme des Straßenbahnbetriebes von Hannover nach Hildesheim nochmals verstärkte. Die modernen Verkehrsmittel förderten dann mehrere Industrieansiedlungen, zum Beispiel 1876 die der Zuckerfabrik, die lange Zeit überregionale Bedeutung hielt.
In Randlage auf dem Galgenberg und am Ende der Peiner Straße befanden sich bis zum Jahr 2000 Kleingartenkolonien. Diese sind inzwischen durch große Neubaugebiete verdrängt worden. Rund um den alten Dorfkern dominieren heute moderne Vorstadtbauten.

### Eingemeindungen
Im Zuge der Gebietsreform in Niedersachsen, die am 1. März 1974 stattfand, wurde die zuvor selbständige Gemeinde Rethen in die Stadt Laatzen eingegliedert.

### Einwohnerentwicklung
| Jahr      | 1910  | 1925  | 1933  | 1939  | 1950  | 1956  | 1973  | 2017   |
| --------- | ----- | ----- | ----- | ----- | ----- | ----- | ----- | ------ |
| Einwohner | 1596  | 1462  | 1557  | 1721  | 3275  | 3183  | 3865  | 9231 ¹ |
| Quelle    | [ 4 ] | [ 5 ] | [ 5 ] | [ 5 ] | [ 6 ] | [ 6 ] | [ 7 ] |        |

¹ laut Infobox
|  |

## Politik

### Ortsrat
Der Ortsrat von Rethen setzt sich aus fünf Ratsfrauen und sechs Ratsherren folgender Parteien zusammen:
- SPD: 5 Sitze
- CDU: 4 Sitze
- FDP: 1 Sitz
- Grüne: 1 Sitz

(Stand: Kommunalwahl 11. September 2016)

### Ortsbürgermeister
Der Ortsbürgermeister von Rethen ist Ernesto Nebot Pomar (SPD). Seine Stellvertreterin ist Hannelore Flebbe (CDU).

### Wappen
Der Entwurf des Kommunalwappens von Rethen stammt von dem Heraldiker und Grafiker Alfred Brecht, der sämtliche Wappen in der Region Hannover entworfen hat. Die Genehmigung des Wappens wurde am 3. Januar 1957 durch den Niedersächsischen Minister des Innern erteilt.
| Wappen von Rethen | Blasonierung: „Das Wappen trägt im roten Schild ein linksgerichtetes, silbernes Wellenband, darüber im oberen, rechten Teil eine silberne Rübe mit silbernem Blattwerk, im unteren, linken Teil ein goldenes Zahnrad.“ |
| Wappen von Rethen | Wappenbegründung: Als Grundlage für ein Gemeindewappen bot sich nur die unbefriedigende Deutung aus dem Ortsnamen. Einst ortsansässige Adelsgeschlechter sind früh ausgestorben, ihre Familienwappen sind nicht überliefert worden. Daher beschloss der Rat der Gemeinde, ein gegenwartsnahes Wappen zu wählen, das der Bedeutung der Gemeinde entspricht, die im Vorfelde der Landeshauptstadt gesunde bäuerliche Betriebe zählt und seit dem Anbau der Zuckerrübe in Niedersachsen eine Zuckerfabrik und auch andere Industriezweige beherbergt, die den Ortscharakter weitgehend bestimmen. Dementsprechend sind die Symbole des Wappens gewählt worden. Die die Gemarkung durchfließende und dem Ortsnamen den Unterscheidungszusatz gebende Leine erscheint als silbernes Wellenband, die Rübe als Symbol der Landschaft, das goldene Zahnrad weist auf die Industrie des Ortes hin. |

## Kultur und Sehenswürdigkeiten

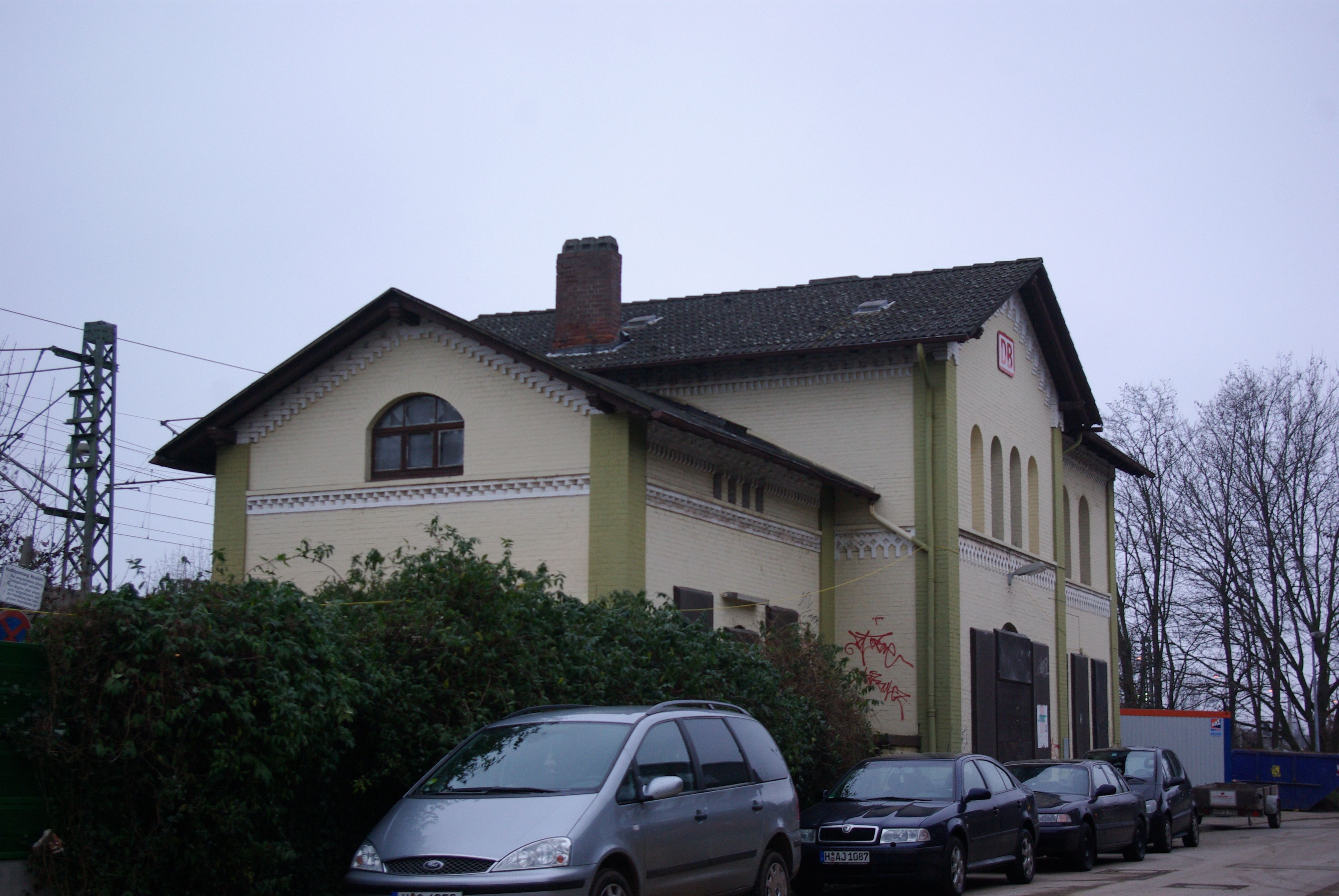
Bahnhof Rethen

Seit mehr als drei Jahrhunderten steht im Ortskern von Rethen eine Kirche, die mehrfach zerstört wurde. Die heutige Kirche existiert seit 1953, seit 1960 trägt sie den Namen St.-Petri-Kirche.

## Wirtschaft und Infrastruktur

### Unternehmen
Rethen verfügt über ein großes und ein kleines Gewerbegebiet.
1902 wurde in Rethen das Carbo Kohlensäurewerk Hannover gegründet. In Rethen war die Rethana-Bootswerft ansässig.

### Öffentliche Einrichtungen und Bildung
Rethen verfügt über eine Grundschule, vier Kindergärten (Park, Sehlwiese, Familienzentrum und Insel), ein Marktzentrum, ein Altenwohnheim, sowie einen S-Bahnhof.
Die Technische Informationsbibliothek/Universitätsbibliothek Hannover unterhält in Rethen ihr Außenmagazin.

### Verkehr
Der Haltepunkt Rethen an der Hannöverschen Südbahn wird stündlich von der S-Bahn Hannover bedient. Eine weitere Verbindung besteht durch Stadtbahnlinien der Üstra. Die weitere Erschließung übernehmen Buslinien.
| Linie | Verlauf | Takt                                       | Betreiber         |
| ----- | --- | ------------------------------------------ | ----------------- |
| S 4   | Hildesheim – Emmerke – Barnten – Sarstedt – Rethen (Leine) – Hannover Messe/Laatzen – Hannover Bismarckstraße – Hannover Hbf – Hannover-Nordstadt – Hannover-Ledeburg – Hannover-Vinnhorst – Langenhagen Mitte – Langenhagen Pferdemarkt – Langenhagen-Kaltenweide – Bissendorf – Mellendorf – Bennemühlen Stand: Fahrplanwechsel Juni 2022 | 60 min                                     | Transdev Hannover |
| 1     | Langenhagen – Berliner Platz – Büttnerstraße – Niedersachsenring – Hauptbahnhof – Kröpcke – Aegidientorplatz – Altenbekener Damm – Peiner Straße – Bothmerstraße – Laatzen/Eichstraße (Bahnhof) – Laatzen/Zentrum – Laatzen – Rethen/Pattenser Straße – Gleidingen – Heisede – Sarstedt                                                     | 20 min (werktags) 30 min (sonn-/feiertags) | ÜSTRA             |
| 2     | Alte Heide – Bahnstrift – Vahrenheider Markt – Büttnerstraße – Niedersachsenring – Hauptbahnhof – Kröpcke – Aegidientorplatz – Altenbekener Damm – Peiner Straße – Bothmerstraße – Laatzen/Eichstraße (Bahnhof) – Laatzen/aquaLaatzium – Laatzen/Ginsterweg – Rethen – Gleidingen                                                           | 20 min (werktags) 15 min (sonn-/feiertags) | ÜSTRA             |

## Persönlichkeiten
Personen, die mit dem Ort in Verbindung stehen
- Peter Wessel Tordenskiold (1690–1720), dänisch-norwegischer Marineoffizier während des Großen Nordischen Krieges, er starb angeblich in einem Rethener Gasthaus und wurde im Ort aufgebahrt
- Julius Victor Gerold (1808–1876), Komponist, Arrangeur, Dirigent und Armee-Musik-Direktor, er starb in Rethen
- Eduard Hahn (1824–1901), lutherischer Theologe, Konsistorialrat und Generalsuperintendent der Generaldiözese Hildesheim, er war von 1845 bis 1848 Hauslehrer in Rethen
- Carl Meinecke (1873–1949), Chemiker, Elektrotechniker und Unternehmer, er zählte zu den einflussreichsten Industriellen in Schlesien, er betrieb mit seinem Sohn Walter (dortiger Werkleiter) ein Werk in Rethen
- Fritz Lossau (1897–1987), Politiker (KPD/SPD), Mitglied im Preußischen Landtag und nach dem Zweiten Weltkrieg des ernannten Hannoverschen Landtages, ab Dezember 1945 war er Vertreter der KPD im Gemeinderat in Rethen
- Kurt Grobe (1920–1987), Politiker (SPD), er war von Juni 1945 bis Januar 1946 als Arbeiter in der Ruma-Kaffeefabrik in Rethen tätig
- Annemarie Kaiser (1923–1993), Lehrerin und Malerin, starb in Rethen
- Jürgen Köhne (* 1957), Politiker (CDU), Bürgermeister der Stadt Laatzen von 2014 bis 2021, wuchs in Rethen auf